# 알 포르노

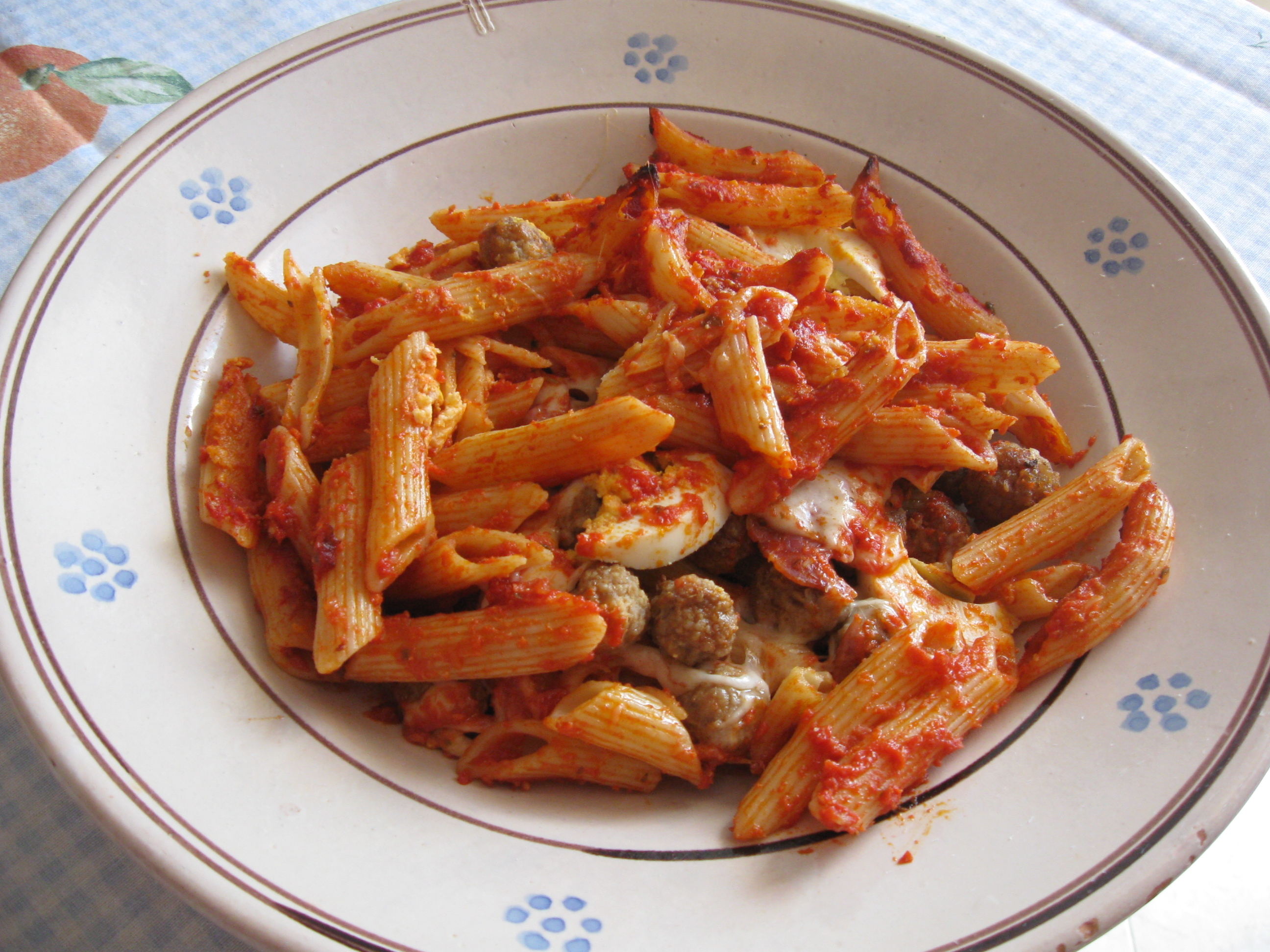
파스타 알 포르노

알 포르노(이탈리아어: Al forno)는 오븐에서 구운 음식이다. 이런 방식으로 흔히 준비되는 이탈리아 요리는 피자, 빵, 파스타 요리, 특히 라자냐를 포함한다.
파스타는 가끔 무반죽으로 구워지기 전에 끓여지기도 한다. 이러한 이중 조리는 일부 이탈리아인들이 파스타 요리에서 선호하는 단단한 알덴테 농도가 아닌 부드러운 상태로 제공된다는 것을 의미한다.